# Paulo Ormindo de Azevedo
Paulo Ormindo David de Azevedo ( Salvador, 14 de março de 1937) é um arquiteto, professor e escritor brasileiro,  imortal da Academia de Letras da Bahia, Cadeira 2,  doutor em conservação e restauração de bens culturais pela Università degli Studi di Roma, La Sapienza. 

## Biografia
Filho do antropólogo Thales de Azevedo e da professora de música Mariá David de Azevedo, é casado com a arquiteta e professora da UFBA Esterzilda Berenstein de Azevedo  
Formou-se em arquitetura pela Universidade Federal da Bahia em 1959.   
Ingressou como Instrutor de Ensino na Faculdade de Arquitetura da UFBA, em 1963, chegando a Professor Titular por concurso em 1996.   
Especialista em conservação e restauração de bens culturais pelo International Centre for Conservtion and Restoration of Monuments and Sites – ICCROM/UNESCO tornou-se doutor no mesmo campo  pela Università degli Studi di Roma, La Sapienza, em 1970.   
Em 1990 foi eleito para ocupar a 2 da Academia de Letras da Bahia.   